# Philosepedon labecula
Philosepedon labecula är en tvåvingeart som beskrevs av Quate 1963. Philosepedon labecula ingår i släktet Philosepedon och familjen fjärilsmyggor. Inga underarter finns listade i Catalogue of Life.